# Три криниці (пам'ятка природи)
Три крини́ці — гідрологічна пам'ятка природи місцевого значення на Вінниччині.

## Місцезнаходження
Розташовані в с. Тиманівка (Тульчинський район) на Вінниччині.

## Опис
Природоохоронний об'єкт складається з трьох криниць ґрунтової чистої води, викопаних на місті трьох природних джерел, що вибивались на поверхню поблизу один від одного на схилі яру під самим лісом. За переказами, вони були викопані солдатами російської армії під командуванням полководця О. Суворова у 1796 р., які на той час дислокувалися в Тульчині й проводили тактичні заняття у літньому таборі, облаштувавши його у Тиманівці.
У криницях добра питна вода. Її хімічний склад:
| - Натрій і калій — 29,2 мг/л - Кальцій — 42,0 мг/л - Магній — 20,7 мг/л - Хлор — 39,0 мг/л | - Сульфати — 38,7 мг/л - Карбонати — 10,8 мг/л - Гідрокарбонати — 170 мг/л - Загальна мінералізація — 351, 2 мг/л |

Колодязі зі зміною дислокації армії згодом почали занепадати, але у 1949 р. були розчищені й відреставровані. Тоді поруч з'явився гранітний обеліск і табличка з пам'ятним надписом:
| «Суворівські колодязі викопано воїнами О. В. Суворова в 1796 році. Відбудували вдячні правнуки в 1949 році»[2] |
Догляд за криницями здійснював колгосп на чолі з двічі Героєм соціалістичної праці П. О. Желюком.